# Emitt Rhodes
Emitt Rhodes (25. února 1950 Decatur – 19. července 2020) byl americký zpěvák, multiinstrumentalista a hudební skladatel. Svou kariéru zahájil v polovině šedesátých let, byl například členem kapely The Palace Guard. Po odchodu založil v roce 1966 skupinu The Merry-Go-Round, která se rozpadla v roce 1969. Následujícího roku vydal Rhodes svůj sólový debut, album The American Dream. Šlo však pouze o smluvní závazek pro společnost A&M Records, s níž měla smlouvu kapela The Merry-Go-Round. Později podepsal smlouvu se společností Dunhill Records, podle níž měl během tří let vydat šest alb (jedno každý půlrok). To však nebylo splnitelné, neboť si všechny nástroje i zpěvy na alba Rhodes nahrával sám ve svém domácím studiu, a rovněž si psal veškeré písně. Jen nahrání každého z následujících tří alb, která vydal, trvalo přibližně rok. Za nedodržení smlouvu společnost Rhodese zažalovala o 250 tisíc dolarů a přestala mu platit tantiémy. Později se hudbě nevěnoval. V roce 1980 začal pracovat na albu, které financovala společnost Elektra Records, ale z projektu sešlo. V roce 2009 o něm byl natočen dokumentární film The One Man Beatles. Téhož roku Rhodes začal nahrávat nové písně. Tři z nich vyšly v listopadu 2011. V roce 2014 začal pracovat na novém albu, které nakonec vyšlo pod názvem Rainbow Ends v únoru 2016. Jde o jeho první album po téměř 43 letech.

## Diskografie
- The American Dream (1970)
- Emitt Rhodes (1970)
- Mirror (1971)
- Farewell to Paradise (1973)
- Rainbow Ends (2016)